# Монторио ин Вале (Ријети)
Монторио ин Вале је насеље у Италији у округу Ријети, региону Лацио.
Према процени из 2011. у насељу је живело 91 становника. Насеље се налази на надморској висини од 890 м.